# Bendan Ngisor
Bendan Ngisor is een bestuurslaag in het regentschap Semarang van de provincie Midden-Java, Indonesië. Bendan Ngisor telt 6017 inwoners (volkstelling 2010).